# Jerova vas
Jerova vas je nekdanje naselje, danes pa del mesta Grosuplje v istoimenski občini.
Ime izhaja iz starinske besede »jer« za duhovnika; to etimologijo potrjuje tudi nemško ime Phapphendorf z enakim pomenom, izpričano v srednjeveških zapisih. Kot samostojno naselje je Jerova vas prenehala obstajati leta 1971, ko so jo priključili Grosuplju.